# Distichia exserta
Distichia exserta là một loài rêu trong họ Neckeraceae. Loài này được (Hook. ex Schwägr.) Mitt. mô tả khoa học đầu tiên năm 1856.